# Arthur Lawson Johnston (3e baron Luke)
Pour les articles homonymes, voir Arthur Johnston et Johnston.
Arthur Charles St John Lawson Johnston, 3e baron Luke (13 janvier 1933 - 2 octobre 2015) est un pair britannique. Il est l'un des 90 pairs héréditaires élus pour rester à la Chambre des lords après l'adoption de la House of Lords Act 1999 jusqu'à sa retraite en 2015.

## Biographie
Fils de Ian Lawson Johnston (2e baron Luke) et de Barbara Lloyd-Anstruther, il fait ses études au Collège d'Eton et au Trinity College de Cambridge, où il obtient un baccalauréat ès arts en histoire en 1957. En 1996, il succède à son père. Johnston travaille pour l'entreprise familiale Bovril Ltd de 1955 à 1971, siège au conseil du comté de Bedfordshire de 1965 à 1970, et est un marchand de beaux-arts en aquarelles des XVIIIe siècle, XIXe siècle et XXe siècle. Entre 1962 et 1978, il est président de l'Association nationale des entreposeurs et, entre 1983 et 1990, commandant de la brigade d'ambulance Saint-Jean. Il est nommé haut shérif du Bedfordshire en 1969.
Il est également membre de la Cour de la Corporation des Fils du Clergé, de la Game Conservancy Association et de la Countryside Alliance. Il est chevalier du Vénérable Ordre de Saint-Jean et citoyen de la ville de Londres. En 2001-2002, il est maître de la Drapers Company, après avoir été membre de la Cour depuis 1993.
Il est entré à la Chambre des lords en 1996 et, après la défaite du parti conservateur aux élections générales de 1997, il est devenu whip de l'opposition à la Chambre des lords. Il est porte-parole de l'opposition pour le Pays de Galles (2000–06), les transports (2002–04), la défense (2004–10) et le tourisme (2010). Il prend sa retraite de la Chambre le 24 juin 2015 .
Lord Luke épouse d'abord Silvia Maria Roigt en 1959. Ils divorcent en 1971, et il se remarie avec Sarah Louise Hearne, fille de l'acteur Richard Hearne en 1971. Il a un fils, Ian James Lawson Johnston, 4e baron Luke, et deux filles de sa première femme, et un fils de sa seconde femme. 